# Małachów (Silésie)
Pour l’article homonyme, voir Małachów (Sainte-Croix).
Małachów est une localité polonaise de la gmina de Szczekociny, située dans le powiat de Zawiercie en voïvodie de Silésie.